# Florentin Granholm
Gustaf Florentin Granholm (né le 9 juin 1836 à Helsinki – décédé le 29 juin 1922 à Helsinki) est un architecte finlandais.

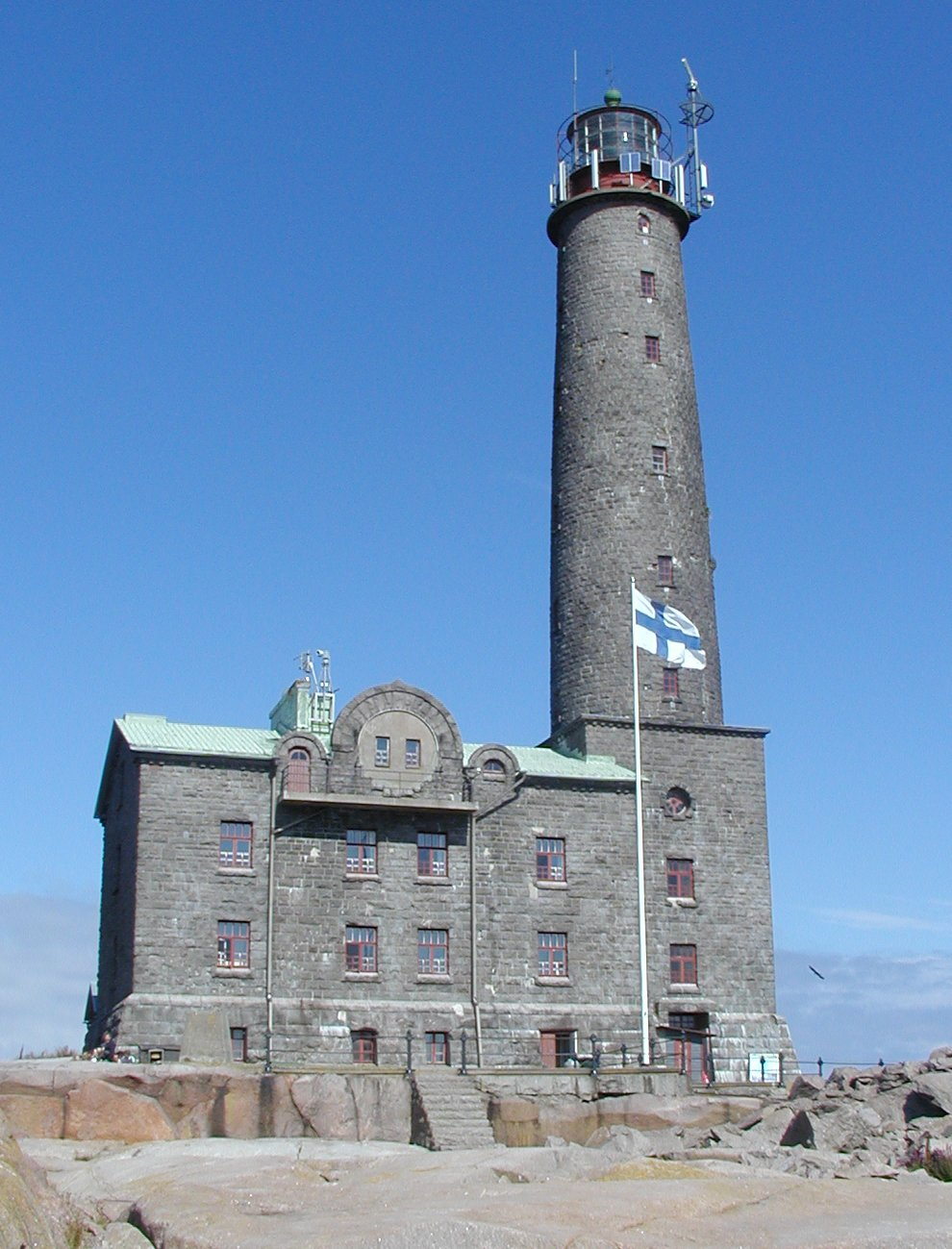
Le Phare de Bengtskär.

## Biographie
Il est diplômé de l'École nationale supérieure des beaux-arts en 1863. 

## Ouvrages principaux
- 1875, Extension du Lycée d'Oulu avec Axel Hampus Dalström.
- 1888, Lycée suédois de Turku (Svenska Lyceum i Åbo), 5 rue Puutarhakatu, Turku.
- 1888, Centre d'activité de Korsholm[b 2], Helsinki.
- 1906, Phare de Bengtskär[a 3].
- École du Corps des cadets de Finlande de Hamina[b 1].